# Hypericum humbertii
Hypericum humbertii är en johannesörtsväxtart som beskrevs av Pierre Staner. Hypericum humbertii ingår i släktet johannesörter, och familjen johannesörtsväxter. Inga underarter finns listade i Catalogue of Life.